# Hound

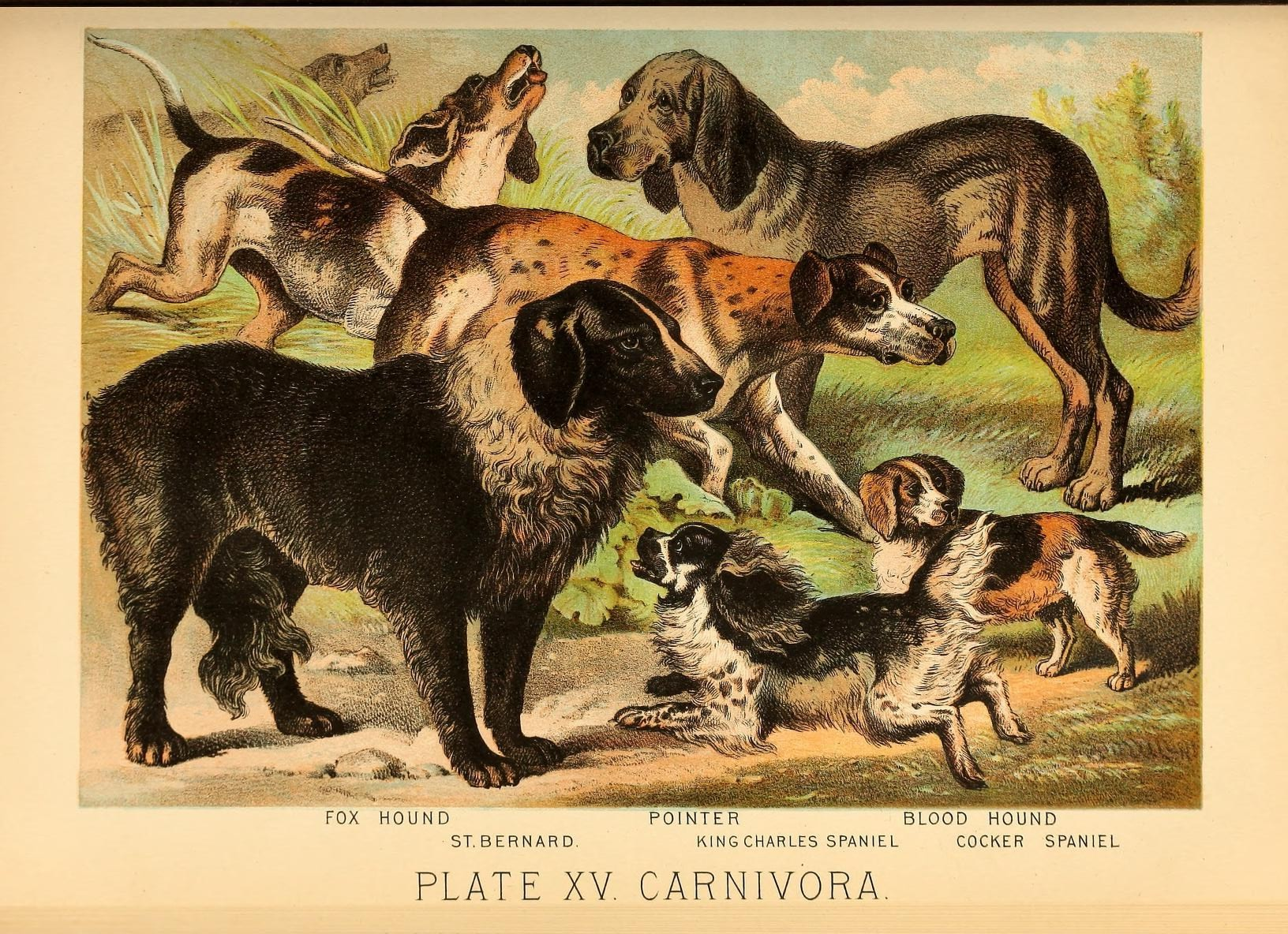
Algumas raças de cães hound

O hound, ou cão de sala, como é mais conhecido em Portugal, é um tipo de cão que auxilia os caçadores em rastrear ou perseguir o animal a ser caçado. Existem dois tipos (categorias) de hounds: os lebréis e os sabujos. A diferença principal entre estes dois hounds é que os lébreis caçam pela visão e os sabujos pelo olfato. Em comparação com os cães de aponte e gun dogs, que ajudam os caçadores achando a presa e retornando-a, os hounds são usados para persegui-la.